# Agentschap van de Generale Thesaurie
Het Agentschap van de Generale Thesaurie (in de internationale financiële markten werkend onder de naam Dutch State Treasury Agency, DSTA) van het Nederlandse ministerie van Financiën, ook aangeduid als het Agentschap van het ministerie van Financiën, draagt zorg voor een verantwoorde financiering van de Nederlandse staatsschuld. Het Agentschap is sinds januari 2009 gevestigd in het gebouw van het ministerie van Financiën aan het Korte Voorhout in Den Haag.
De hoogte van de staatsschuld wordt onder andere gepubliceerd op de website van het Agentschap.

## Taken
Het Agentschap draagt zorg voor het financieringsbeleid en het treedt namens de Staat op bij het afsluiten van transacties in de financiële markten. Ook beheert het Agentschap het geld in de schatkist, en is namens de Minister van Financiën verantwoordelijk voor het inrichten van het betalingsverkeer van het Rijk.
De wettelijke basis voor deze uitvoerende rol is geregeld in de Comptabiliteitswet 2016. Het Agentschap voert artikel 11 en artikel 12 van de Rijksbegroting uit:
- schuldfinanciering tegen zo laag mogelijke kosten onder acceptabel risico voor de begroting; en
- optimaal kasbeheer van het Rijk en van de instellingen die aan de schatkist zijn gelieerd.

## Uitvoering

### Financieren van de staatsschuld
Het financieren van de staatsschuld gebeurt op de kapitaalmarkt (langdurige schulden) en de geldmarkt (kortlopende schulden). De kaders waarbinnen dit gebeurt worden uitgezet in financieringsbeleid het van het Agentschap. De kernwaarden hierin zijn consistentie, transparantie en liquiditeit. Daarnaast moet het Agentschap flexibel in kunnen spelen op veranderingen in marktomstandigheden of fluctuaties in financieringsbehoefte.

#### Kapitaalmarkt
Staatsobligaties, oftewel Dutch State Loans (DSL's), zijn leningen die door de overheid worden uitgegeven om te voorzien in de financieringsbehoefte van de Staat. De houder van een staatsobligatie heeft een vordering op de Staat en de Staat heeft de verplichting tot het betalen van rente en aflossing aan de houder van zo’n obligatie.
Staatsobligaties hebben een vaste looptijd en een vaste rente. Jaarlijks ontvangt de houder van een staatsobligatie de rentecoupon. Op de afloopdatum van de staatsobligatie wordt de laatste rentecoupon en het nominaal bedrag (de aflossing) betaald.
De Nederlandse Staat heeft de hoogst mogelijke credit rating (AAA) en staat garant voor tijdige en volledige betaling van rente en aflossing.

#### Geldmarkt
De overheid heeft een schatkistsaldo om haar uitgaven en inkomsten te balanceren. Doordat het schatkistsaldo (en daarmee de omvang van de schuld) voortdurend fluctueert, dient de Staat naast lange leningen ook geldmarktleningen op te nemen en – in tijden van tijdelijke kasoverschotten – geld uit te zetten.
Het Agentschap heeft hiervoor meerdere instrumenten zoals onder andere het uitgeven van schatkistpaper, oftewel Dutch Treasury Certificates (DTC’s), het aantrekken of stallen van geld via (gedekte) deposito’s of het uitgeven van Commercial Paper.
- Het schatkistpapier van de Nederlandse Staat zijn de Dutch Treasury Certificates (DTC’s). Schatkistpapier is, net als een staatslening, een schuld van de Staat aan de houder. In tegenstelling tot staatsleningen die een looptijd van meerdere jaren hebben, is schatkistpapier kortlopend waardepapier. Terugbetaling van de hoofdsom vindt gemiddeld 3 of 6 maanden na uitgifte plaats, maar ook tussenliggende looptijden zijn mogelijk. DTC's worden verkocht met vaste einddatum en eindbedrag (nominale waarde), in een veiling bij afslag. De rente is het verschil tussen eindbedrag en aankoopprijs en wordt dus niet apart verrekend.
- Global Commercial Paper (GCP) is gestandaardiseerd schuldpapier met flexibele start- en einddata met korte looptijden, variërend tot 12 maanden. GCP dient als het ware als ‘brug’ tussen korter lopende flexibele deposito’s en langer lopende minder flexibele DTC's. De inzet van dit derde geldmarktinstrument maakt het beheer van het schatkistsaldo flexibeler, zodat er beter kan worden geanticipeerd op de financieringsbehoefte op korte termijn.

### Schatkistbankieren
Schatkistbankieren is een dienst bedoeld voor instellingen die een wettelijke of publieke taak uitvoeren en hiervoor middelen van het Rijk ontvangen. Dit houdt in dat zij de publieke middelen aanhouden bij het ministerie van Financiën. Het Agentschap beheert deze dienst.
Schatkistbankieren draagt bij aan de volgende doelstellingen:
- Doelmatiger kasbeheer voor deelnemers;
- Minimalisatie van het risico voor de onderdelen van de collectieve sector die overtollige middelen hebben;
- Reductie van de EMU-schuld omdat door schatkistbankieren de externe financieringsbehoefte van de collectieve sector daalt.

De Nederlandse EMU-schuld is in 2023 78,8 miljard euro (7,7 procent bbp) lager als gevolg van schatkistbankieren. 
Sociale fondsen, decentrale overheden, agentschappen en ministeries zijn verplicht om aan schatkistbankieren deel te nemen. Ook sommige aangewezen rechtspersonen met een wettelijke taak, RWT's, zijn verplicht tot schatkistbankieren. RWT's met een overwegend marktkarakter en RWT's met een relatief beperkte publieke taak zijn vrijgesteld van die plicht. Een andere uitzondering vormen de onderwijsinstellingen: deze zijn niet verplicht om deel te nemen, maar mogen wel vrijwillig schatkistbankieren.
Schatkistbankieren is alleen bedoeld voor publieke middelen. Het is de verantwoordelijkheid van de deelnemende instelling zelf de eventuele private middelen te scheiden van de publieke middelen en deze buiten het schatkistbankieren te houden. De wettelijke term voor schatkistbankieren is geïntegreerd middelenbeheer.
De Staat handelt zelfstandig op de geld- en kapitaalmarkt. Zij handelt over het algemeen tegen betere condities dan die voor een instelling normaal gesproken gelden. Deze betere voorwaarden kunnen zelfs van toepassing zijn op het afsluiten van deposito's en aangaan van leningen. Een tweede voordeel voor de instellingen is dat zij ook een risicoloos kasbeheer voeren.
Deelnemende instellingen regelen het betalingsverkeer via de eigen bank(en). Aan het einde van een werkdag wordt een eventueel negatief saldo op hun bankrekening(en) aangezuiverd vanaf de rekening-courant die de instelling heeft bij het ministerie van Financiën. Andersom wordt een positief saldo op deze bankrekening aan het einde van de dag juist afgeroomd ten gunste van de rekening-courant van de instelling bij het ministerie van Financiën.
Mijn Schatkist', het moderne portaal voor het Schatkistbankieren, is op 6 november 2023 gelanceerd. 

### Betalingsverkeer
Het Agentschap is verantwoordelijk voor het betrouwbaar en efficiënt afwikkelen van het betalingsverkeer van het Rijk. De doelstelling hierbij is het waarborgen en waar mogelijk verbeteren van de kwaliteit van de dienstverlening bij het uitvoeren van dit betalingsverkeer, en het bewaken van de daaraan verbonden kosten.
Het Agentschap treedt op als centrale inkoper van betalingsverkeer (en aanverwante diensten) voor het Rijk en fungeert daardoor als centraal aanspreekpunt voor banken. Hierbij treedt het Agentschap in aanbestedingsprocedures voor het betalingsverkeer van het Rijk op als opdrachtgever. 

## Geschiedenis

### 1810 - 1815: Syndicaat van Holland
Het Syndicaat van Holland (1810-1815) en het Syndicaat der Nederlanden (1815-1823) waren belast met de invordering van achterstallige inkomsten van de staat, de uitgifte van schuldbekentenissen en de betaling van rente en aflossing. Deze achterstand van ministeriële schulden werd begroot op 24 miljoen francs. Het Keizerlijk decreet van 23 september 1810 bepaalde de wijze waarop die achterstand zou worden vereffend. Het gelastte de oprichting te Amsterdam van een Raad van Liquidatie, bestemd om de  achterstallige ministeriële schulden te liquideren, alsmede de creatie van 24 miljoen francs aan bons (schuldbekentenissen), verdeeld in vier series van zes miljoen francs, ieder losbaar van jaar tot jaar ingaande 1 januari 1812 en rentende vier procent. Deze bons moesten dienen tot betaling van de door de Raad van Liquidatiegeverifieerde pretentiën (declaraties) ten laste van het voormalige koninkrijk. Tevens konden deze bons dienen tot betaling van achterstallige belastingen.
Ten slotte werd bij gemeld decreet het Syndicaat van Holland te Amsterdam gevestigd, bestaande uit dertig leden en een president, bijgestaan door een secretaris, een kassier en enige geëmployeerden. De functie van president werd vervuld door de intendant-generaal der financiën en van de publieke schatkist.
Het Syndicaat werd belast met de uitgifte van de bons, met de halfjaarlijkse rentebetaling en met de aflossing door middel van uitloting op de vervaldatum of zoveel vroeger als de voorhanden zijnde fondsen zouden toestaan. Als inkomsten verkreeg het Syndicaat de opbrengst van de achterstallige belastingen anterieur aan 1 januari 1810 en speciaal de inkomsten uit de rectificatie van het kohier der verponding (grondbelasting), welke fondsen in een afzonderlijke kas ten behoeve van het Syndicaat werd gestort. Bij decreet van 9 september 1811 werd aan alle bons van de tweede, derde en vierde serie een rente toegekend van 5% vanaf 1 januari 1811.

### 1815 - 1823: Syndicaat der Nederlanden
Op 30 december 1815 werd het oude Syndicaat van Holland vervangen door het nieuwe Syndicaat der Nederlanden. Dit nieuwe Syndicaat bestond uit vijftig leden, waaronder alle leden van het oude syndicaat, een president (de minister van Financiën), een vice-president, een secretaris, een thesaurier en enkele geëmployeerden. De organisatie en werkwijze was vrijwel identiek aan die van het oude Syndicaat. Het Syndicaat was gevestigd in het St. Jorishof te Amsterdam, in het gebouw van de Generale intendance der financiën en van de publieke schatkist. 
Het Syndicaat der Nederlanden was één van de voorlopers van het Amortisatiesyndicaat.

### 1823 - 1840: Amortisatiesyndicaat
Het Amortisatiesyndicaat was een financiële instelling die in 1822 in het Koninkrijk der Nederlanden bij wet werd opgericht en onder meer belast werd met het afwikkelen van een deel van de staatsschuld en met het financieren van bepaalde publieke werken.
Het Amortisatiesyndicaat was een samenvoeging van de in 1814 opgerichte Amortisatiekas en het Syndicaat der Nederlanden. De Amortisatiekas had tot taak gehad om jaarlijks voor een bepaald bedrag aan rentegevende staatsschuld in te kopen en voor een zelfde bedrag aan niet-rentegevende staatsschuld - een erfenis van Napoleons beruchte tiërcering-om te zetten in rentegevende schuld. Het tweede moest uit daartoe geheven opcenten op de belastingen voorzien in de dienst van twee grote leningen die de nieuwe staat sinds 1813 alweer had moeten aangaan. Het Amortisatiesyndicaat moest de werkzaarnheden van deze twee instellingen overbodig maken door een nieuw type schuldbrieven aan te bieden en door beursspeculaties. Het moest bovendien een aantal staatsuitgaven voor zijn rekening gaan nemen, zodat die, aldus de motivering, niet (meer) op de begroting zouden drukken, waardoor een deel van de gehate opcenten op veel belastingen afgeschaft konden worden. 
Het syndicaat verschafte Koning Willem I een kas die hij buiten het parlement om kon beheren. Het bestond uit een groep notabelen dat uit de hand van de vorst at, maar verregaande bevoegdheden had inzake de staatsfinanciën.
Van aflossing van schulden kwam door omstandigheden weinig terecht, maar het syndicaat speelde wel een rol bij de aanleg van wegen en kanalen, bij inpolderingen van land en bij ontginningen in de duinen. De opbrengsten van vele van die werken vielen dermate tegen, dat het Amortisatiesyndicaat bij de opheffing ervan in 1840, in weerwil van haar taakstelling, 113 miljoen gulden aan de staatsschuld toevoegde.

### 1840 - heden: Het Agentschap van de Generale Thesaurie
In 1840, trad Koning Willem I af ten faveure van zijn zoon Koning Willem II. Koning Willem II besloot in 1841 dat de staatsschuld voortaan onder de verantwoordelijkheid van de minister van Financiën zou vallen.
Deze minister van Financiën, Jan Jacob Rochussen, besloot voor het beheren van de staatsschuld een speciale afdeling op te richten: het Agentschap van de Generale Thesaurie. Het mandaat van de eerste Agent: "de behandeling van zoodanige zaken waaromtrent dit in het belang van den Lande en in het gerief van het publiek geraden zal voorkomen".

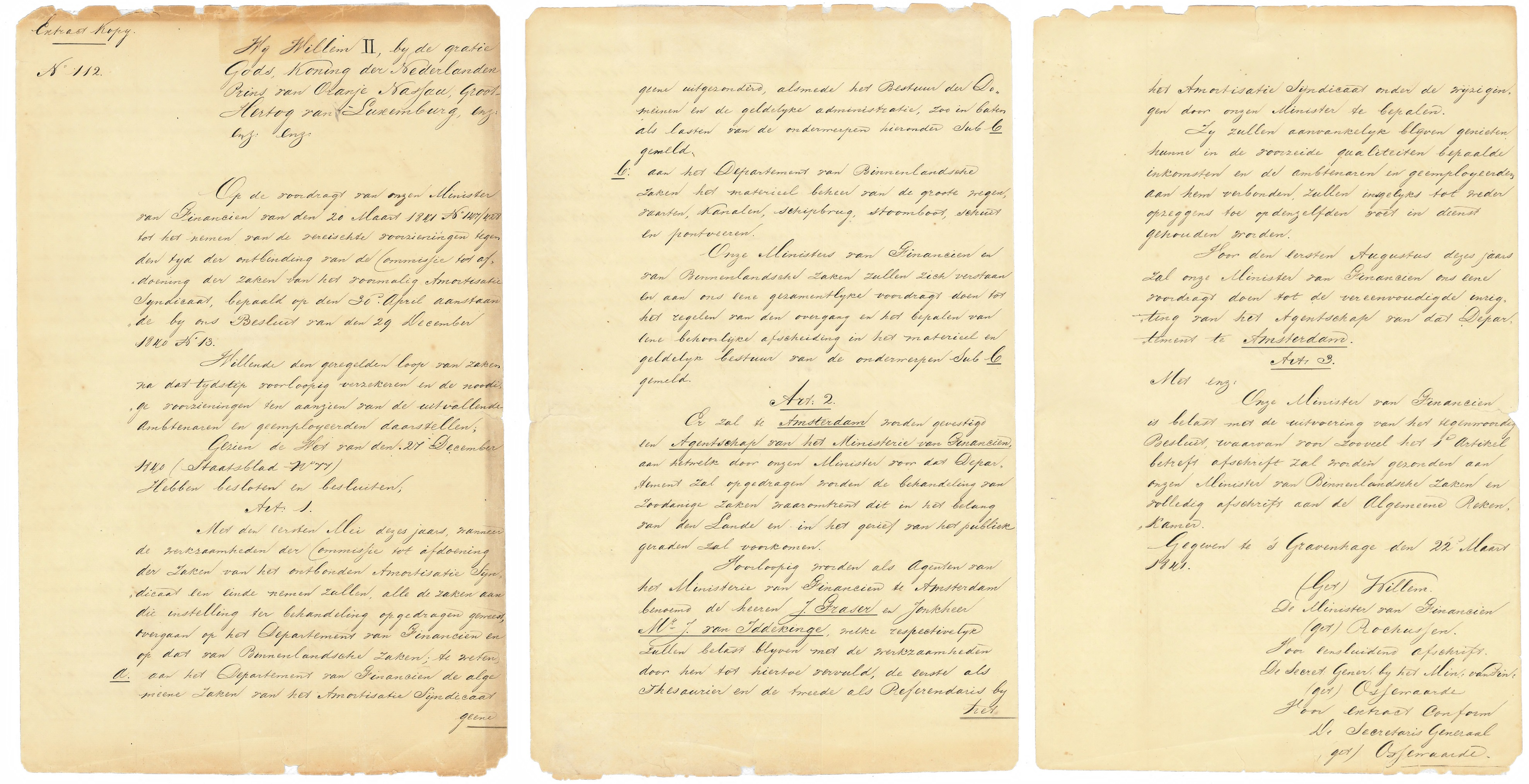
Oprichtingsakte Agentschap

In eerste instantie waren obligatiehouders vooral gegoede burgers uit Nederland, maar gaandeweg werden de obligatiehouders meer en meer internationale beleggers. Ook de papieren obligaties zijn niet langer in gebruik. In 1987 werd het laatste klassieke papieren schuldbewijs uitgegeven door het Agentschap.